# Campionati europei di short track 2009
La XIII edizione dei Campionati europei di short track (European Short Track Speed Skating Championships), ufficialmente organizzati con tale denominazione dalla International Skating Union (Federazione internazionale di pattinaggio su ghiaccio), si è tenuta dal 16 al 18 gennaio del 2009 a Torino in Italia.

## Partecipanti per nazione
La lista dei partecipanti era composta da 123 atleti provenienti da 23 distinte nazioni, di cui 52 donne e 71 uomini.
| Nazione (Donne/Uomini)                                                              | Nazione (Donne/Uomini)                                                      | Nazione (Donne/Uomini)                                                     | Nazione (Donne/Uomini)                                                    | Nazione (Donne/Uomini)                         | Nazione (Donne/Uomini) |
| ----------------------------------------------------------------------------------- | --------------------------------------------------------------------------- | -------------------------------------------------------------------------- | ------------------------------------------------------------------------- | ---------------------------------------------- | ---------------------- |
| Belgio (0/2) Bosnia ed Erzegovina (0/1) Bulgaria (4/4) Germania (5/5) Francia (2/5) | Gran Bretagna (4/5) Israele (1/2) Italia (5/5) Croazia (0/3) Lettonia (1/3) | Lituania (0/1) Paesi Bassi (5/5) Austria (1/2) Polonia (5/5) Romania (1/0) | Russia (5/5) Svezia (1/1) Slovacchia (1/4) Slovenia (1/0) Rep. Ceca (1/2) | Ucraina (2/4) Ungheria (5/5) Bielorussia (2/2) |                        |

## Risultati

### Donne
| Evento                         | Oro                                                                | Tempo        | Argento                                                            | Tempo        | Bronzo                                                                      | Tempo        |
| Classifica generale (dettagli) | Arianna Fontana                                                    | 83 pt.       | Kateřina Novotná                                                   | 76 pt.       | Stéphanie Bouvier                                                           | 63 pt.       |
| 500 m (dettagli)               | Arianna Fontana                                                    | 45,885 s     | Evgenija Radanova                                                  | 46,107 s     | Erika Huszar                                                                | 46,140 s     |
| 1000 m (dettagli)              | Arianna Fontana                                                    | 1:34,173 min | Stéphanie Bouvier                                                  | 1:34,574 min | Bernadett Heidum                                                            | 1:34,761 min |
| 1500 m (dettagli)              | Kateřina Novotná                                                   | 2:26,503 min | Stéphanie Bouvier                                                  | 2:26,553 min | Arianna Fontana                                                             | 2:26,809 min |
| 3000 m (dettagli)              | Kateřina Novotná                                                   | 5:28,252 min | Stéphanie Bouvier                                                  | 5:28,516 min | Veronika Windisch                                                           | 5:28,789 min |
| Staffetta 3000 m (dettagli)    | Ungheria Erika Huszár Rózsa Darázs Bernadett Heidum Andrea Keszler | 4:22,769 min | Germania Aika Klein Susanne Rudolph Christin Priebst Bianca Walter | 4:24,411 min | Paesi Bassi Maaike Vos Annita van Doorn Liesbeth Mau Asam Sanne van Kerkhof | 4:28,943 min |

### Uomini
| Evento                         | Oro                                                                  | Tempo        | Argento                                                                     | Tempo        | Bronzo                                                        | Tempo        |
| Classifica generale (dettagli) | Nicola Rodigari                                                      | 76 pt.       | Haralds Silovs                                                              | 55 pt.       | Viktor Knoch                                                  | 55 pt.       |
| 500 m (dettagli)               | Nicola Rodigari                                                      | 42,254 s     | Viktor Knoch                                                                | 42,286 s     | Yuri Confortola                                               | 42,668 s     |
| 1000 m (dettagli)              | Wim De Deyne                                                         | 1:28,231 min | Yuri Confortola                                                             | 1:28,405 min | Viktor Knoch                                                  | 1:28,558 min |
| 1500 m (dettagli)              | Haralds Silovs                                                       | 2:16,109 min | Nicola Rodigari                                                             | 2:16,190 min | Viktor Knoch                                                  | 2:16,277 min |
| 3000 m (dettagli)              | Ruslan Zacharov                                                      | 5:03,183 min | Nicola Rodigari                                                             | 5:15,449 min | Haralds Silovs                                                | 5:15,698 min |
| Staffetta 5000 m (dettagli)    | Italia Yuri Confortola Claudio Rinaldi Nicola Rodigari Roberto Serra | 6:56,928 min | Paesi Bassi Daan Breeuwsma Niels Kerstholt Sjinkie Knegt Freek van der Wart | 6:57,314 min | Ungheria Peter Darazs Gábor Galambos Viktor Knoch Bence Beres | 6:57,617 min |

## Medagliere
| Pos.   | Nazione     | Oro | Argento | Bronzo | Totale |
| ------ | ----------- | --- | ------- | ------ | ------ |
| 1      | Italia      | 6   | 3       | 2      | 11     |
| 2      | Rep. Ceca   | 2   | 1       | 0      | 3      |
| 3      | Ungheria    | 1   | 1       | 6      | 8      |
| 4      | Lettonia    | 1   | 1       | 1      | 3      |
| 5      | Belgio      | 1   | 0       | 0      | 1      |
| 5      | Russia      | 1   | 0       | 0      | 1      |
| 7      | Francia     | 0   | 3       | 1      | 4      |
| 8      | Paesi Bassi | 0   | 1       | 1      | 2      |
| 9      | Bulgaria    | 0   | 1       | 0      | 1      |
| 9      | Germania    | 0   | 1       | 0      | 1      |
| 11     | Austria     | 0   | 0       | 1      | 1      |
| Totale | Totale      | 12  | 12      | 12     | 36     |